# Raja velezi
Raja velezi és una espècie de peix de la família dels raids i de l'ordre dels raïformes.

## Morfologia
- Els mascles poden assolir 75,6 cm de longitud total.[4][5]

## Reproducció
És ovípar i els ous tenen com a banyes a la closca.

## Alimentació
Menja crustacis, poliquets i peixos.

## Hàbitat
És un peix marí, d'aigües profundes i demersal que viu entre 35–300 m de fondària.

## Distribució geogràfica
Es troba a l'oceà Pacífic oriental: des del Golf de Califòrnia i Costa Rica fins a Colòmbia i el Perú.

## Observacions
És inofensiu per als humans.